# Polyphemus exiguus
Polyphemus exiguus is een watervlooiensoort uit de familie van de Polyphemidae. De wetenschappelijke naam van de soort werd in 1897 voor het eerst geldig gepubliceerd door Georg Ossian Sars.